# Peterchurch
Peterchurch – wieś w Anglii, w hrabstwie Herefordshire. Leży 17 km na zachód od miasta Hereford i 204 km na zachód od Londynu.